# Étienne-Claude Lagueux
Étienne-Claude Lagueux (né le octobre 1765 et mort le 3 août 1842) est un marchand et politicien fédéral du Bas-Canada. Il a représenté le Northumberland à la Chambre d'assemblée du Bas-Canada de 1814 à 1824 et de 1827 à 1830.
Il est né Claude-Joseph Lagueux à Cap-Saint-Ignace, Québec; le fils de Pierre Lagueux et de Marie Tremblay. En 1789, il épouse Cécile Grihault dit Larivière. Lagueux ne s'est pas présenté pour la réélection en 1824 ou en 1830. Il est mort à Québec à l'âge de 76 ans.
Son neveu Louis Lagueux a également siégé à l'Assemblée. La sœur de sa femme Angèle a épousé John Cannon, un autre membre de l'Assemblée.